# Fabi Màxim
Els Fabi Màxim (en llatí: Fabii Maximi) foren una branca de la gens Fàbia que portà el cognom Màxim. El primer que va portar el cognomen Màxim va ser Quint Fabi Màxim Rul·lià, cònsol l'any 322 aC, cognom que va substituir l'anterior, Ambust. Els Fabi Màxim foren personatges de gran importància durant tot el segle iii aC, però perderen importància el segle ii aC i el segle i aC ja eren poc importants. Desaparegueren el segle i dC.
Personatges principals de la família:
- Quint Fabi Màxim Rul·lià, cònsol diverses vegades a la segona meitat del segle IV aC i començaments del segle III aC.
  - Quint Fabi Màxim Gurges, cònsol el 292 aC, 276 aC i 265 aC.
    - Quint Fabi, edil curul el 265 aC.
      - Quint Fabi Màxim Verrugós, cònsol el 233 aC, 228 aC, 215 aC, 214 aC i 209 aC i dictador el 221 aC i 217 aC.
        - Quint Fabi Màxim, cònsol el 213 aC.
          - Quint Fabi Màxim (àugur), àugur el 203 aC.
          - Quint Fabi Màxim, pretor peregrí el 181 aC.
          - Quint Fabi Màxim Emilià, cònsol el 145 aC. Nascut Luci Emili Paulus, fou adoptat per Quint Fabi Màxim.
            - Quint Fabi Màxim Al·lobrògic, cònsol el 121 aC.
              - Quint Fabi Màxim Al·lobrògic, magistrat romà.
              - Quint Fabi Màxim, personatge desconegut.
                - Quint Fabi Màxim, llegat de Cèsar a Hispània.
                  - Quint Fabi Màxim Africà, cònsol l'any 10 aC.
                  - Paulus Fabi Màxim, cònsol l'any 11 aC.
                    - Paulus Fabi Pèrsic, cònsol l'any 34.

            - Quint Fabi Màxim Servilià, cònsol el 142 aC. Nascut Quint Servili Cepió, fou adoptat per Quint Fabi Màxim Emilià.
              - Quint Fabi Màxim Eburne, cònsol el 116 aC.